# KFC Dessel Sport
El Koninklijke Football Club Dessel Sport (en español: Real Club de Fútbol y Deporte de Dessel), es un equipo de fútbol belga de la ciudad de Dessel en la provincia de Amberes, que juega en la División Nacional 1 de Bélgica, la tercera liga de fútbol más importante del país.

## Historia
El Dessel Sport Football Club se funda en 1925 y el 6 de enero de 1926 se unió a la Real Federación Belga de Fútbol como club debutante y se le asignó el número de matrícula 606. Durante las tres primeras temporadas, el club compitió en competiciones del Kempische Voetbal Groep, un grupo que dependía de la Asociación Belga de Fútbol y organizó competiciones para clubes debutantes en Amberes entre 1924 y 1933.
En 1929 finalmente se unió como un club de plenos derechos, y comenzó a jugar en la entonces Tercera Regional A, seguido de dos temporadas en la Segunda Regional A. Desde 1932 el club jugó en la Segunda Provincial, hasta que quedó campeón en 1949. Dessel ascendió a Primera Provincial, donde permaneció tres temporadas antes de descender en 1952. El equipo subió y bajó entre las dos divisiones, al fin quedaron de nuevo campeones en 1954, en 1957 descendió. Mientras tanto, obtuvo el título real en 1954 y el nombre pasó a ser Koninklijke Footbal Club Dessel Sport. El equipo normalmente quedaba en la parte alta de la clasificación durante muchos años, pero solo en 1966 volvieron a quedar campeones en Segunda Provincial.
Este fue el comienzo del avance del equipo. Después de todo, la primera temporada que participó nuevamente en Primera Provincial, logró convertirse en campeón de inmediato para poder ascender a la Cuarta división por primera vez en 1967. Tras tres temporadas también quedó campeón, en 1970 Dessel debutó en Tercera División, donde quedó 3º.
En 1984, tras 14 temporadas seguidas en Tercera, descendió al quedar 15º, al que siguieron 11 años en Cuarta División. En 1995 consiguió ascender de nuevo a la Tercera División, dos años después por primera vez el club ascendió a Segunda División. En la temporada 2006-2007, Dessel descendió. Pasó cinco temporadas en Tercera hasta que volvió a Segunda como campeón en 2012. Desde entonces se mantiene sin problemas en la División Nacional 1 (Primera Div. Aficionada). 

## Temporada a temporada
| Temporada                          | Nivel                              | Nivel                              | Nivel                              | Nivel                              | Nivel                              | Nivel                              | Denominación                       | Puntos                                                | Observaciones                                                     |
|                                    | I                                  | I                                  | II                                 | III                                | IV                                 | P.I                                |                                    |                                                       |                                                                   |
| Serie provincial entre 1926 y 1967 | Serie provincial entre 1926 y 1967 | Serie provincial entre 1926 y 1967 | Serie provincial entre 1926 y 1967 | Serie provincial entre 1926 y 1967 | Serie provincial entre 1926 y 1967 | Serie provincial entre 1926 y 1967 | Serie provincial entre 1926 y 1967 | Serie provincial entre 1926 y 1967                    | Serie provincial entre 1926 y 1967                                |
| ---------------------------------- | ---------------------------------- | ---------------------------------- | ---------------------------------- | ---------------------------------- | ---------------------------------- | ---------------------------------- | ---------------------------------- | ----------------------------------------------------- | ----------------------------------------------------------------- |
| 1967/68                            |                                    |                                    |                                    |                                    | 5                                  |                                    | Cuarta D                           | 37                                                    |                                                                   |
| 1968/69                            |                                    |                                    |                                    |                                    | 5                                  |                                    | Cuarta B                           | 34                                                    |                                                                   |
| 1969/70                            |                                    |                                    |                                    |                                    | 1                                  |                                    | Cuarta B                           | 44                                                    |                                                                   |
| 1970/71                            |                                    |                                    |                                    | 3                                  |                                    |                                    | Tercera A                          | 36                                                    |                                                                   |
| 1971/72                            |                                    |                                    |                                    | 5                                  |                                    |                                    | Tercera B                          | 36                                                    |                                                                   |
| 1972/73                            |                                    |                                    |                                    | 4                                  |                                    |                                    | Tercera A                          | 37                                                    |                                                                   |
| 1973/74                            |                                    |                                    |                                    | 9                                  |                                    |                                    | Tercera A                          | 26                                                    |                                                                   |
| 1974/75                            |                                    |                                    |                                    | 14                                 |                                    |                                    | Tercera B                          | 26                                                    |                                                                   |
| 1975/76                            |                                    |                                    |                                    | 11                                 |                                    |                                    | Tercera B                          | 28                                                    |                                                                   |
| 1976/77                            |                                    |                                    |                                    | 4                                  |                                    |                                    | Tercera B                          | 34                                                    |                                                                   |
| 1977/78                            |                                    |                                    |                                    | 12                                 |                                    |                                    | Tercera A                          | 25                                                    |                                                                   |
| 1978/79                            |                                    |                                    |                                    | 4                                  |                                    |                                    | Tercera B                          | 35                                                    |                                                                   |
| 1979/80                            |                                    |                                    |                                    | 6                                  |                                    |                                    | Tercera B                          | 33                                                    |                                                                   |
| 1980/81                            |                                    |                                    |                                    | 7                                  |                                    |                                    | Tercera B                          | 31                                                    |                                                                   |
| 1981/82                            |                                    |                                    |                                    | 9                                  |                                    |                                    | Tercera B                          | 29                                                    |                                                                   |
| 1982/83                            |                                    |                                    |                                    | 14                                 |                                    |                                    | Tercera B                          | 26                                                    |                                                                   |
| 1983/84                            |                                    |                                    |                                    | 15                                 |                                    |                                    | Tercera B                          | 25                                                    |                                                                   |
| 1984/85                            |                                    |                                    |                                    |                                    | 4                                  |                                    | Cuarta C                           | 37                                                    |                                                                   |
| 1985/86                            |                                    |                                    |                                    |                                    | 13                                 |                                    | Cuarta B                           | 24                                                    |                                                                   |
| 1986/87                            |                                    |                                    |                                    |                                    | 6                                  |                                    | Cuarta C                           | 33                                                    |                                                                   |
| 1987/88                            |                                    |                                    |                                    |                                    | 4                                  |                                    | Cuarta C                           | 34                                                    |                                                                   |
| 1988/89                            |                                    |                                    |                                    |                                    | 6                                  |                                    | Cuarta C                           | 32                                                    |                                                                   |
| 1989/90                            |                                    |                                    |                                    |                                    | 2                                  |                                    | Cuarta C                           | 42                                                    |                                                                   |
| 1990/91                            |                                    |                                    |                                    |                                    | 8                                  |                                    | Cuarta B                           | 31                                                    |                                                                   |
| 1991/92                            |                                    |                                    |                                    |                                    | 4                                  |                                    | Cuarta C                           | 39                                                    |                                                                   |
| 1992/93                            |                                    |                                    |                                    |                                    | 4                                  |                                    | Cuarta C                           | 39                                                    |                                                                   |
| 1993/94                            |                                    |                                    |                                    |                                    | 3                                  |                                    | Cuarta C                           | 40                                                    |                                                                   |
| 1994/95                            |                                    |                                    |                                    |                                    | 1                                  |                                    | Cuarta C                           | 43                                                    |                                                                   |
| 1995/96                            |                                    |                                    |                                    | 4                                  |                                    |                                    | Tercera B                          | 54                                                    |                                                                   |
| 1996/97                            |                                    |                                    |                                    | 1                                  |                                    |                                    | Tercera B                          | 64                                                    |                                                                   |
| 1997/98                            |                                    |                                    | 9                                  |                                    |                                    |                                    | Segunda Div.                       | 45                                                    |                                                                   |
| 1998/99                            |                                    |                                    | 12                                 |                                    |                                    |                                    | Segunda Div.                       | 37                                                    |                                                                   |
| 1999/00                            |                                    |                                    | 6                                  |                                    |                                    |                                    | Segunda Div.                       | 54                                                    |                                                                   |
| 2000/01                            |                                    |                                    | 11                                 |                                    |                                    |                                    | Segunda Div.                       | 38                                                    |                                                                   |
| 2001/02                            |                                    |                                    | 7                                  |                                    |                                    |                                    | Segunda Div.                       | 47                                                    |                                                                   |
| 2002/03                            |                                    |                                    | 16                                 |                                    |                                    |                                    | Segunda Div.                       | 38                                                    |                                                                   |
| 2003/04                            |                                    |                                    | 9                                  |                                    |                                    |                                    | Segunda Div.                       | 48                                                    |                                                                   |
| 2004/05                            |                                    |                                    | 15                                 |                                    |                                    |                                    | Segunda Div.                       | 39                                                    |                                                                   |
| 2005/06                            |                                    |                                    | 16                                 |                                    |                                    |                                    | Segunda Div.                       | 31                                                    |                                                                   |
| 2006/07                            |                                    |                                    | 16                                 |                                    |                                    |                                    | Segunda Div.                       | 34                                                    | Derrota en la ronda final por retención contra Verbroedering Geel |
| 2007/08                            |                                    |                                    |                                    | 10                                 |                                    |                                    | Tercera B                          | 29                                                    |                                                                   |
| 2008/09                            |                                    |                                    |                                    | 13                                 |                                    |                                    | Tercera B                          | 30                                                    |                                                                   |
| 2009/10                            |                                    |                                    |                                    | 3                                  |                                    |                                    | Tercera B                          | 58                                                    | Derrota en la ronda final por el ascenso ante La Louvière Centre  |
| 2010/11                            |                                    |                                    |                                    | 5                                  |                                    |                                    | Tercera A                          | 57                                                    |                                                                   |
| 2011/12                            |                                    |                                    |                                    | 1                                  |                                    |                                    | Tercera B                          | 69                                                    |                                                                   |
| 2012/13                            |                                    |                                    | 12                                 |                                    |                                    |                                    | Segunda Div.                       | 41                                                    |                                                                   |
| 2013/14                            |                                    |                                    | 14                                 |                                    |                                    |                                    | Segunda Div.                       | 35                                                    |                                                                   |
| 2014/15                            |                                    |                                    | 15                                 |                                    |                                    |                                    | Segunda Div.                       | 31                                                    |                                                                   |
| 2015/16                            |                                    |                                    | 10                                 |                                    |                                    |                                    | Segunda Div.                       | 48                                                    |                                                                   |
|                                    | 1A                                 | 1B                                 | 1Am                                | 2Am                                | 3Am                                | P.I                                |                                    | desde 2016-17 hay 3 niveles nacionales y 2 regionales | desde 2016-17 hay 3 niveles nacionales y 2 regionales             |
| 2016/17                            |                                    |                                    | 2                                  |                                    |                                    |                                    | Primera Div. Afic.                 | 66                                                    | Segundo en ronda final de ascenso                                 |
| 2017/18                            |                                    |                                    | 3                                  |                                    |                                    |                                    | Primera Div. Afic.                 | 60                                                    | Tercero en la ronda final de ascenso                              |
| 2018/19                            |                                    |                                    | 12                                 |                                    |                                    |                                    | Primera Div. Afic.                 | 35                                                    |                                                                   |
| 2019/20                            |                                    |                                    | 8                                  |                                    |                                    |                                    | Primera Div. Afic.                 | 31                                                    | Temporada detenida a mediados de marzo por el Covid-19            |
| 2020/21                            |                                    |                                    |                                    |                                    |                                    |                                    | División Nacional 1                |                                                       | Suspendida tras 4 jornadas por Covid-19                           |
| 2021/22                            |                                    |                                    | 3                                  |                                    |                                    |                                    | División Nacional 1                | 48                                                    |                                                                   |
| 2022/23                            |                                    |                                    | 15                                 |                                    |                                    |                                    | División Nacional 1                | 42                                                    |                                                                   |
| 2023/24                            |                                    |                                    | 12                                 |                                    |                                    |                                    | División Nacional 1                | 44                                                    |                                                                   |

## Entrenadores desde 1964
- André Rooymans (1964–1965)
- Alfons Leysen (1965–1967)
- Charlie Feyen (1967–1971)
- Robert Willems (1971–1973)
- Staf Kauwenberghs (1973–1975)
- Robert Willems (975-1977)
- Willy Van Cleemput (1977–1978)
- Kamiel Van Damme (1978–1981)
- Jos Weyts (1981)
- Pierre Berx (1981–1982)
- Julien Cools (1982–1983)
- Swat Van Casteren (1983–1984)
- René Desaeyere (1984–1985)
- Robert Willems (1985–1986)
- Willy Elsen (1986–1988)
- Herman Franssen (1988–1990)
- Kamiel Van Damme (1990-1990)
- Herman Franssen (1990–1992)
- Marcel Sterckx (1992-1992)
- Luc Maes (1992–1993)
- Dirk Verbraken (1993–1999)
- Colin Andrews (1999–2000)
- Herman Helleputte (2000–2001)
- Dirk Verbraken (2001–2003)
- Gerard Plessers (2003)
- Yves Serneels (2003–2006)
- Ivo Toelen (2006–2007)
- Luc Reumers (2007)
- Dirk Verbraken (2007–2008)
- Valère Billen (2008–2009)
- Dany David (2009)
- Michel Kenis (2009–2010)
- Stijn Vreven (2010-2012)
- Frank Machiels (2012-)

## Jugadores

### Jugadores destacados
| - Ilir Caushllari - Abdelaziz Nouhass - Zigi Arras - Björn Beyens - Ruben Claes - Kristof Delorge - Thomas Frederix - Robin Jacobs - Frank Leen - Ives Serneels - Dirk Thoelen - Alain Van Baekel - Rob van Hoof - Joris van Hout - Pieter-Jan van Oudenhove - Mario Verheyen - Marc Volders - Alan Grozdanic - Isaias - Rashid Saluhu - Thierry Bayock - Freddy Nsuka Bula - Cédric Ebewa-Yam Mimbala - Lucas Ohnênik - Sébastien Didier - Assan Jatta - Arthur Gómez - Marc Eberle - Mohammed Abdulai - Sotiros Costoulas - Mohamed Camara - Abdoul Kader Camara - Robbie Dello - Agatino Pellegriti | - Hicham El Addouly - Mohamed Alajdi El Idrissi - Sidi Farssi - Rachid Krouchi - Rashid Tibari - Harvey Bischop - Biko Brazil - Dwight Eind - Tim Nelemans - Aschwin Christina - Mohammed Aliyu Datti - Gideon Imagbudu - Gabriel Perşa - Georgică Vameşu - Boy-Boy Mosia - Augustin Lopez-Ruiz - Mustafa Kalkan - Serkan Kocaslan - Ozcan Oguz-Han - Murat Selvi - Ferhat Teker |